# Тедеско, Игнац Амадеус
Игнац Амадеус Тедеско (нем. Ignaz Amadeus Tedesco; 3 февраля 1817, Прага — 1 (13) ноября 1882, Одесса) — российский пианист и музыкальный педагог родом из чешских евреев.

## Биография
Учился в Праге у Йозефа Трибензее и Вацлава Томашека, там же начал преподавать сам (среди его пражских учеников, в частности, Юлиус Шульгоф). Виртуозный пианист, во второй половине 1830-х гг. много концертировал в Германии, получив прозвище «Ганнибал октав». В 1840 году обосновался в Одессе, давая уроки фортепьянной игры, и провёл здесь почти всю оставшуюся жизнь, широко гастролируя по югу России, но выступая также и в Санкт-Петербурге (1847), Гамбурге (1848), Лондоне (1856) и др.
Игнацу Тедеско принадлежит более 70 произведений для фортепиано, в том числе концерт, ноктюрны, мазурки и другие салонные пьесы, а также транскрипции оперных арий и фортепианные переложения народных песен, составляющие более двух третей его наследия. Среди многочисленных одесских учеников Тедеско были сёстры Анна и Елена Ромбро и мать Бориса Пастернака, пианистка Роза Кауфман.